# تپه دده بیگلوی غربی
تپه دده بیگلوی غربی مربوط به هزاره اول قبل از میلاد است و در شهرستان مشگین‌شهر، بخش مرکزی، روستای دده بیگلو واقع شده و این اثر در تاریخ ۱۰ خرداد ۱۳۸۲ با شمارهٔ ثبت ۸۸۹۲ به‌عنوان یکی از آثار ملی ایران به ثبت رسیده است.